# Pendelstange

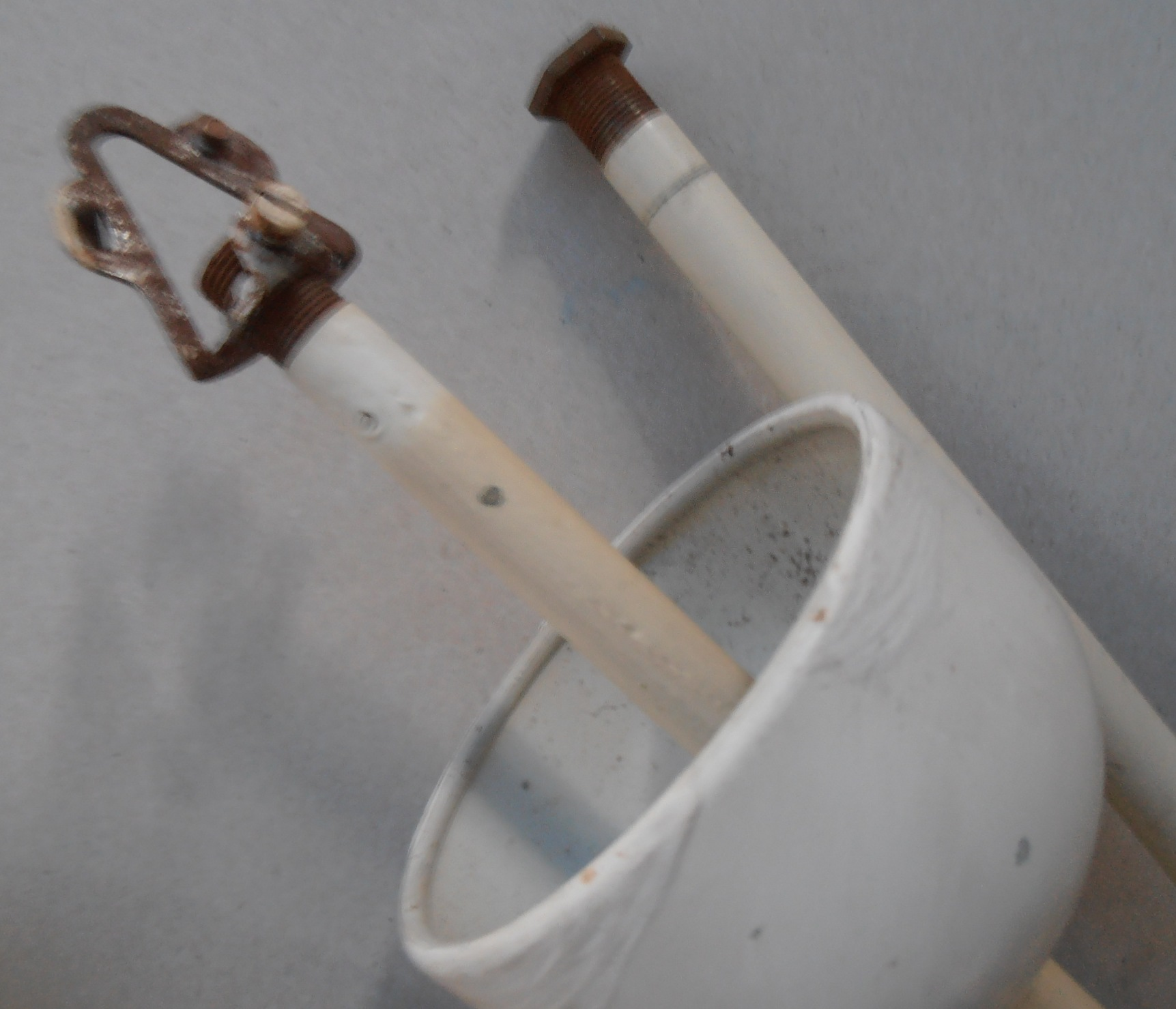
2 weiße Pendenstangen

Eine Pendelstange bezeichnet einen beweglich aufgehängten Stab. Dieser wird z. B. in der Beleuchtungstechnik zur Aufhängung von Leuchten an der Zimmerdecke (in Österreich: Pendenstange; von lat. pendere, hängen) oder in der Uhrmacherei bei Pendeluhren verwendet.

## Leuchten
Sie besteht meist aus einem Rohr aus Messing oder ähnlichem, mit ⅛ zölligen Außengewinden an beiden Enden. An das obere Gewinde wird eine Aufhängung geschraubt, die in den Lusterhaken eingehängt werden kann. Das untere Ende wird an der Leuchte befestigt, es passt auch direkt in das Innengewinde der meisten Lampenfassungen.
Am Rohr ist eine Rosette verschiebbar, mit der die elektrischen Anschlüsse und die Aufhängung an der Decke abgedeckt werden können.
Leuchten werden oft auch direkt mit der Leitung abgehängt, die bei schwereren Beleuchtungskörpern dazu auch ein Tragseil enthält.

## Pendeluhren
Pendeluhren verwenden ein physikalisches Pendel als Gangregler. Ein physikalisches Pendel besteht aus einer Aufhängung, einer Pendelstange und einer Linse. Bei Pendeluhren dient die Pendelstange der Befestigung der Pendellinse an der Pendelaufhängung, z. B. an einem Faden, einer Achatschneide, an einer Pendelfeder oder an einer Drahtöse.